# Coupe Dewar 1908
Navigation
Coupe Dewar 1907 Coupe Dewar 1909
La Coupe Dewar 1908 est la 10e édition de la Coupe Dewar.
Elle oppose quatorze clubs exclusivement parisiens en matchs à élimination directe. Le CA Paris remporte la finale face à l'AS française et gagne ainsi son premier titre dans la compétition.

## Compétition

### Premier tour
Le premier tour a lieu le 15 mars 1908. Sur les 14 clubs participants, dix de 1er série et quatre de 2e série du championnat de Paris, deux sont exempts. Le tour réserve des surprises, avec les éliminations de deux favoris, le Racing Club de France, triple tenant du titre, et l'Union sportive parisienne. L'élimination du Racing est toutefois de peu d'importance pour le club, qui doit défendre son titre de champion de France en mars et en avril et qui s'est de plus engagé dans le Challenge international du Nord,.
| Premier tour | Standard AC | 6 – 1 | RC France |  |
| 15 mars 1908 |             |       |           |  |

| Premier tour | AS française | 6 – 0 | US parisienne |  |
| 15 mars 1908 |              |       |               |  |

| Premier tour | Red Star Amical Club | 3 – 2 | United SC |  |
| 15 mars 1908 |                      |       |           |  |

| Premier tour | CA Paris | 7 – 2 | CA français |  |
| 15 mars 1908 |          |       |             |  |

| Premier tour | Club français | 3 – 2 | US Clichy |  |
| 15 mars 1908 |               |       |           |  |

| Premier tour | SA Montrouge | 1 – 0 | Gallia Club |  |
| 15 mars 1908 |              |       |             |  |

### Deuxième tour
Le deuxième tour a lieu le 22 mars 1908. La Société athlétique de Montrouge, club de 2e série, s'illustre en battant le Club français, club de 1er série. Les deux autres clubs de 2e série, le Red Star Amical Club et le Stade français, sont éliminés.
| Deuxième tour | Standard AC | 1 – 3 | CA XIVe |                               |                               |
| 22 mars 1908  |             |       |         | Terrain aux haras de Suresnes | Terrain aux haras de Suresnes |

| Deuxième tour | SA Montrouge | 1 – 0 | Club français |  |
| 22 mars 1908  |              |       |               |  |

| Deuxième tour | CA Paris | 6 – 3 | Red Star Amical Club |  |
| 22 mars 1908  |          |       |                      |  |

| Deuxième tour | AS française | 2 – 0 | Stade français |  |
| 22 mars 1908  |              |       |                |  |

### Demi-finales
Les demi-finales ont lieu le 29 mars 1908. L'AS française dispose facilement de la SA Montrouge par 5-0, tandis que dans l'autre rencontre, le CA Paris et le CA XIVe ont besoin de deux prolongations et d'un coup du sort pour se départager. Le gardien du CA XIVe, Artaux, qui avait jusque-là arrêté de nombreux tirs, se tord le genou sur un arrêt. Privé de ses moyens, il laisse le CA Paris marquer quatre fois dans le dernier quart d'heure.
| Demi-finale  | AS française | 5 – 0 | SA Montrouge |  |
| 29 mars 1908 |              |       |              |  |

| Demi-finale  | CA Paris | 4 – 0 a. p. | CA XIVe |  |  |
| 29 mars 1908 |          | (0 – 0)     |         |  |  |

### Finale
La finale a lieu le 5 avril 1908 à l'hippodrome de Vincennes entre le CA Paris et l'AS française. Le match est « âprement disputé ». Kratovitch marque pour l'ASF puis Delzinger égalise pour le CAP avant la mi-temps. Dans une deuxième prolongation, Delzinger marque une nouvelle fois et assure une « victoire méritée » au CA Paris,,,.
| Finale               | CA Paris              | 2 – 1 a. p. | AS française |                                    |                                    |
| 5 avril 1908 15 h 00 | Delzinger · Delzinger | (1 – 1)     | Kratovitch   | Hippodrome de Vincennes, Vincennes | Hippodrome de Vincennes, Vincennes |